# Milan Sokol
Milan Sokol (* 29. srpna 1947) je bývalý československý fotbalista slovenské národnosti, fotbalový záložník.

## Fotbalová kariéra
V nejvyšší soutěži odehrál 5 utkání za Slovan Bratislava v sezoně 1968/69 a přestoupil do druholigové Zbrojovky Brno. Zde odehrál 2 druholigové sezony a v ročníku 1971/72 také 15 zápasů v nejvyšší soutěži. První ligu si zahrál ještě v období 1975-1979 za Jednotu Trenčín, celkem v ní vstřelil 9 branek - všechny v trenčínském dresu. V sezoně 1968/69 se stal se Slovanem vítězem Poháru vítězů pohárů, nastoupil v obou zápasech 1. kola proti jugoslávskému FK Bor.

## Ligová bilance
| Ročník                                   | Zápasy | Góly | Klub                       |
| ---------------------------------------- | ------ | ---- | -------------------------- |
| 1. československá fotbalová liga 1968/69 | 5      | 0    | TJ Slovan CHZJD Bratislava |
| 2. československá fotbalová liga 1969/70 | -      | 1    | TJ Zbrojovka Brno          |
| 2. československá fotbalová liga 1970/71 | 29     | 1    | TJ Zbrojovka Brno          |
| 1. československá fotbalová liga 1971/72 | 15     | 0    | TJ Zbrojovka Brno          |
| 2. československá fotbalová liga 1972/73 | -      | -    | TJ Bohumín                 |
| 2. československá fotbalová liga 1973/74 | -      | -    | TJ Bohumín                 |
| 2. československá fotbalová liga 1974/75 | -      | -    | TJ Bohumín                 |
| 1. československá fotbalová liga 1975/76 | 15     | 3    | TJ Jednota Trenčín         |
| 1. československá fotbalová liga 1976/77 | 29     | 4    | TJ Jednota Trenčín         |
| 1. československá fotbalová liga 1977/78 | 13     | 2    | TJ Jednota Trenčín         |
| 1. československá fotbalová liga 1978/79 | 9      | 0    | TJ Jednota Trenčín         |
| CELKEM 1. LIGA                           | 86     | 9    |                            |